# Борновалово
Борновалово — деревня в Усвятском районе Псковской области России. Входит в состав Усвятской волости (с 1995 года, ранее — в Усвятский сельсовет).

## География
Находится на юге региона, в западной части района, в 8 км к северо-западу от райцентра и волостного центра — пгт Усвяты.
Уличная сеть не развита.

## Население
| 2001 | 2002 | 2010 |
| ---- | ---- | ---- |
| 57   | ↘43  | ↘35  |

Численность населения деревни по оценке на начало 2001 года составляла 57 жителей.

## Инфраструктура
Свиноводческая площадка ООО «Великолукский свиноводческий комплекс».

## Транспорт
Ходит рейсовый автобус «Усвяты — Боброво».